# Ole Flensted
Ole Flensted, född 1950 i Danmark, är en dansk formgivare, skulptör och företagare.
Ole Flensted är det äldsta av tre barn till Christian Flensted och Grethe Flensted (1922–2014), vilka 1954 grundade företaget Flensted Mobiler, som formger, organiserar hemtillverkning av och säljer mobiler med bas i Brenderup på Fyn i Danmark.
Ole Flensted formgav 1970 sin första serietillverkade mobil, Futura, för föräldrarnas företag. Han har formgivit över 50 av de sammanlagt omkring 160 mobiler som företaget tagit fram. Han och hans fru Aase tog 1982 över ledningen av företaget efter Ole Flensteds föräldrar och drev det fram till 2017, då deras dotter Christine Kit Flensted (född 1987 eller 1988) tog över ledningen.

## Offentliga verk
- Brenderupskloden, skulptur i cortenstål i Brenderup, 2015[3]